# Arc insular

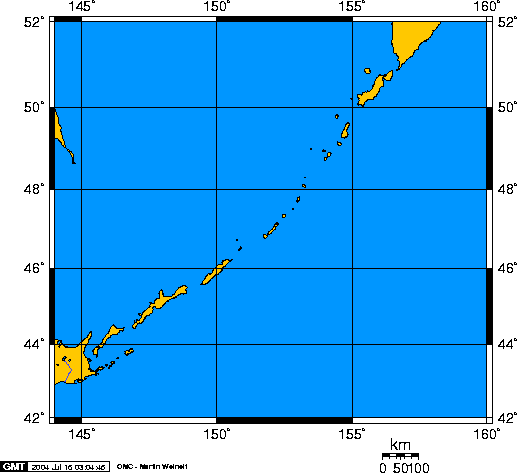
Arc insular format per les illes Kurils

Un arc insular és un tipus d'arxipèlag compost per una cadena de volcans alineats en forma d'arc i que estan situats paral·lels i a prop d'un límit entre dues plaques tectòniques convergents. La majoria dels arcs insulars es formen quan una placa tectònica subdueix una altra i, en molts casos produeix magma a una fondària per sota de la placa inferior. Tanmateix això només és cert per al tipus dels arcs volcànics muntanyosos. Per exemple, grans parts dels Andes a les muntanyes del Canadà són arcs vulcànics. També illes com Creta són arcs vulcànics però no és vulcànica. Alguns exemples són les Illes Aleutianes, les Illes Kurils, l'Arxipèlag del Japó, les Illes Filipines o les Noves Hèbrides.

## Classificació
Existeix un cert debat sobre la utilitat de la distinció entre els arcs insulars i els arcs volcànics. El terme "arc d'illes volcàniques" no és més que una sub-classificació de "arc d'illes." Els arcs d'illes es creen tectònicament cinturons amb muntanyes en forma d'arc que són en part sota el nivell del mar. Essencialment, representen una situació geogràfica-topogràfica específica en què un cinturó de muntanyes se submergeix parcialment en l'oceà. Molts d'ells es componen de volcans, i per tant, es poden classificar més com arcs d'illes volcàniques.

## Formació tectònica
A la zona de subducció, la pèrdua de materials volàtils de la subducció indueix la fusió parcial del mantell superior. Aquest procés, anomenat flux de fusió, genera magma de baixa densitat que sura i s'introdueix a la placa predominant. La cadena de volcans resultant té la forma d'un arc paral·lel al límit de la placa convergent.

## Exemples
| Arc insular                    | País              | Fossa                           | Conca o mar marginal                       | Placa predominant                     | Placa de subducció                                |
| ------------------------------ | ----------------- | ------------------------------- | ------------------------------------------ | ------------------------------------- | ------------------------------------------------- |
| Illes Aleutianes               | EUA               | Fossa de les Aleutianes         | Mar de Bering                              | Placa Nord-americana                  | Placa del Pacífic                                 |
| Illes Kurils                   | Rússia            | Fossa Kuril-Kamchatka           | Mar d'Okhotsk                              | Placa Nord-americana                  | Placa del Pacífic                                 |
| Arxipèlag japonès              | Japó              | Fossa del Japó、Fossa de Nankai | Mar del Japó                               | Placa Nord-americana, Placa d'Euràsia | Placa del Pacífic, Placa del Mar de les Filipines |
| Illes Ryukyu                   | Japó              | Fossa de Ryukyu                 | Mar Oriental de la Xina (Fossa d'Okinawa)  | Placa d'Euràsia                       | Placa del mar de les Filipines                    |
| Illes Filipines                | Filipines         | Fossa de les Filipines          | Mar del Sud de la Xina, Mar de les Celebes | Placa d'Euràsia                       | Placa del Mar de les Filipines                    |
| Illes Sunda                    | Indonèsia         | Fossa de Java                   | Mar de Java, Mar de Flores                 | Placa d'Euràsia                       | Placa Indo-Australiana                            |
| Illes Andaman i Nicobar        | Índia             | Fossa del Nord de Java          | Mar d'Andaman                              | Placa d'Euràsia                       | Placa Indo-Australiana                            |
| Illes Izu i Illes Bonin        | Japó              | Fossa Izu-Ogasawara             |                                            | Placa delmar de les Filipines         | Placa del Pacífic                                 |
| Illes Marianes                 | EUA               | Fossa de les Marianes           |                                            | Placa del Mar de les Filipines        | Placa del Pacífic                                 |
| Arxipèlag de Bismarck          | Papua Nova Guinea | Fossa de New Britain            |                                            | Placa del Pacífic                     | Placa Australiana                                 |
| Illes Solomon                  | Illes Solomon     | Fossa de San Cristobal          |                                            | Placa del Pacífic                     | Placa Australiana                                 |
| Noves Hèbrides                 | Vanuatu           | Fossa de les Noves Hèbrides     |                                            | Placa del Pacífic                     | Placa Australiana                                 |
| Illes Tonga                    | Tonga             | Fossa de Tonga                  |                                            | Placa Australiana                     | Placa del Pacífic                                 |
| Antilles                       |                   | Fossa de Puerto Rico            | Mar Carib                                  | Placa del Carib                       | Placa Nord-americana, Placa Sud-americana         |
| Illes Sandwich del Sud         | Regne Unit        | Fossa de les Sandwich del Sud   | Mar de Scotia                              | Placa de Scotia                       | Placa Sud-americana                               |
| Arc Hel·lènic                  | Grècia            | Fossa del Mediterrani Oriental  | Mar Egeu                                   | Placa del Mar Egeu o Placa Hel·lènica | Placa Africana                                    |
| Arc Volcànic del Sud de l'Egeu | Grècia            | Fossa del Mediterrani Oriental  | Mar Egeu                                   | Placa del Mar Egeu o Placa Hel·lènica | Placa Africana                                    |

### Antics arcs insulars
- Illes insulars
- Illes intermontanes